# Tang Kao-cung kínai császár
Kao Cung (628. július 21. – 683. december 27.) kínai császár 649-től haláláig. Korea meghódítójaként ismert.
Tang Taj-cung fiaként született, és édesapját követte a trónon. Folytatta előde hódító hadjáratait, és 668-ban leigázta Koreát. Belpolitika területén véget vetett az édesapja idejére jellemző fényűző palotaépítkezéseknek. Ugyanakkor gyengekezű császár volt országában, és utolsó éveire teljesen felesége, Vu császárné befolyása alá került.
Kao Cung 683-ban hunyt el 34 évnyi uralkodás után, 55 évesen. A trónon ugyan fia, Csung Cung követte, de néhány évvel később Vu császárnő kezébe került a hatalom.

## Lásd még
- A Tang-dinasztia családfája

| Előző uralkodó: Taj Cung | Kínai császár 649 – 683 | Következő uralkodó: Csung Cung |